# Devisthan (Myagdi)
Pour les articles homonymes, voir Devisthan.
Devisthan (en népalais : देवीस्थान) est un comité de développement villageois du Népal situé dans le district de Myagdi. Au recensement de 2011, il comptait 3 537 habitants.